# Enalcyonium humesi
Enalcyonium humesi is een eenoogkreeftjessoort uit de familie van de Lamippidae. De wetenschappelijke naam van de soort is voor het eerst geldig gepubliceerd in 2004 door Kim I.H..